# Archaeobelodon filholi
Archaeobelodon filholi és una espècie extinta de proboscidis de la família dels amebelodòntids del Miocè inferior i mitjà d'Àfrica i Europa. Tenia trompa i ullals. Archaeobelodon és un ancestre de Platybelodon i Amebelodon.